# Eccellenza Marche 1996-1997
Il campionato italiano di calcio di Eccellenza regionale 1996-1997 è stato il sesto organizzato in Italia. Rappresenta il sesto livello del calcio italiano.
Questo è il campionato organizzato dal Comitato Regionale Marche.

## Squadre partecipanti
| Squadra                    | Città (provincia)           |
| -------------------------- | --------------------------- |
| S.S. Audax Calcio Piobbico | Piobbico (PU)               |
| U.S. Calcinelli            | Saltara (PU)                |
| S.S. Cerreto               | Cerreto d'Esi (AN)          |
| Pol. Forsempronese         | Fossombrone (PU)            |
| U.S. Montegiorgese         | Montegiorgio (AP)           |
| S.S. Monturanese Calcio    | Monte Urano (AP)            |
| S.S. Olimpia Ostra Vetere  | Ostra Vetere (AN)           |
| U.S. Osimana               | Osimo (AN)                  |
| S.S. Potenza Picena        | Potenza Picena (MC)         |
| S.S. Real Montecchio       | Sant'Angelo in Lizzola (PU) |
| U.S. Sangiorgese           | Porto San Giorgio (AP)      |
| A.C. Sangiustese           | Monte San Giusto (MC)       |
| U.S. Truentina             | Castel di Lama (AP)         |
| Urbania Calcio             | Urbania (PU)                |
| Vadese Calcio              | Sant'Angelo in Vado (PU)    |
| S.S. Vis Stella            | Monsampolo del Tronto (AP)  |

## Aggiornamenti
Il torneo prevedeva ancora la partecipazione di 16 società. Due erano le squadre retrocesse dal C.N.D. (Osimana e Vis Stella), mentre dalla Promozione tornarono in Eccellenza il Cerreto, dopo un'assenza di una stagione, l'Ostra Vetere e la Sangiorgese dopo quattro.
Dopo un lungo testa a testa con la Monturanese, fu l'Urbania a vincere il campionato e promuovere in C.N.D. La Monturanese venne beffata anche agli spareggi nazionali dove venne sconfitta in finale per la regola dei gol segnati fuori casa. In fondo persero presto contatto la Truentina Castel di Lama e la Vis Stella che era alla fine del suo periodo d'oro. Il Cerreto ritornò immediatamente in Promozione mentre l'alto numero di squadre che retrocedettero dalla serie superiore condannò alla seconda retrocessione consecutiva anche l'Osimana.

## Classifica finale
|  | Pos. | Squadra                  | Pt | G  | V  | N  | P  | GF | GS | DR  |
|  | ---- | ------------------------ | -- | -- | -- | -- | -- | -- | -- | --- |
|  | 1.   | Urbania                  | 59 | 30 | 17 | 8  | 5  | 49 | 28 | +21 |
|  | 2.   | Monturanese              | 58 | 30 | 17 | 7  | 6  | 44 | 29 | +15 |
|  | 3.   | Sangiorgese              | 51 | 30 | 13 | 12 | 5  | 46 | 22 | +24 |
|  | 4.   | Sangiustese              | 49 | 30 | 14 | 7  | 9  | 45 | 36 | +9  |
|  | 5.   | Calcinelli               | 48 | 30 | 13 | 9  | 8  | 40 | 29 | +11 |
|  | 6.   | Forsempronese            | 46 | 30 | 13 | 7  | 10 | 39 | 29 | +10 |
|  | 7.   | Montegiorgio             | 45 | 30 | 11 | 12 | 7  | 43 | 30 | +13 |
|  | 8.   | Real Montecchio          | 40 | 30 | 10 | 10 | 10 | 37 | 35 | +2  |
|  | 9.   | Potenza Picena           | 39 | 30 | 10 | 9  | 11 | 38 | 40 | -2  |
|  | 10.  | Audax Piobbico           | 36 | 30 | 9  | 9  | 12 | 38 | 43 | -5  |
|  | 11.  | Olimpia Ostra Vetere     | 35 | 30 | 8  | 11 | 11 | 33 | 37 | -4  |
|  | 12.  | Vadese                   | 35 | 30 | 9  | 8  | 13 | 25 | 38 | -13 |
|  | 13.  | Osimana                  | 34 | 30 | 7  | 13 | 10 | 29 | 37 | -8  |
|  | 14.  | Cerreto                  | 29 | 30 | 7  | 8  | 15 | 22 | 39 | -17 |
|  | 15.  | Vis Stella               | 22 | 30 | 4  | 10 | 16 | 17 | 42 | -25 |
|  | 16.  | Truentina Castel di Lama | 20 | 30 | 4  | 8  | 18 | 27 | 58 | -31 |